# États-Unis aux Jeux olympiques d'hiver de 1960
Cet article contient des informations sur la participation et les résultats des États-Unis aux Jeux olympiques d'hiver de 1960 à Squaw Valley aux États-Unis. C'est la deuxième fois que les Jeux d'hiver se passent aux États-Unis, après ceux de 1932. Les États-Unis étaient représentée par 79 athlètes.
La délégation américaine a récolté en tout 10 médailles : 3 d'or, 4 d'argent, et 3 de bronze. Elle a terminé au 3e rang du classement des médailles, derrière l'Union soviétique et l'Allemagne.

## Médailles
| Médaille                            | Nom                                       | Sport               | Compétition         |
| ----------------------------------- | ----------------------------------------- | ------------------- | ------------------- |
| Médaille d'or, Jeux olympiques      | Équipe des États-Unis de hockey sur glace | Hockey sur glace    | Hommes              |
| Médaille d'or, Jeux olympiques      | Carol Heiss                               | Patinage artistique | Individuel femmes   |
| Médaille d'or, Jeux olympiques      | David Jenkins                             | Patinage artistique | Individuel hommes   |
| Médaille d'argent, Jeux olympiques  | Bill Disney                               | Patinage de vitesse | 500 mètres hommes   |
| Médaille d'argent, Jeux olympiques  | Penny Pitou                               | Ski alpin           | Descente femmes     |
| Médaille d'argent, Jeux olympiques  | Penny Pitou                               | Ski alpin           | Slalom géant femmes |
| Médaille d'argent, Jeux olympiques  | Betsy Snite                               | Ski alpin           | Slalom femmes       |
| Médaille de bronze, Jeux olympiques | Nancy Ludington Ronald Ludington          | Patinage artistique | Couples             |
| Médaille de bronze, Jeux olympiques | Barbara Roles                             | Patinage artistique | Individuel femmes   |
| Médaille de bronze, Jeux olympiques | Jeanne Ashworth                           | Patinage de vitesse | 500 mètres femmes   |